# Accacidia metcalfi
Accacidia metcalfi är en insektsart som beskrevs av Irena Dworakowska 1974. Accacidia metcalfi ingår i släktet Accacidia och familjen dvärgstritar. Inga underarter finns listade i Catalogue of Life.